# Nino Tkheshelashvili
Nino Tkheshelashvili (georgià: ნინო ტყეშელაშვილი)  (Tbilisi, 1874 - Tbilisi, 1956) fou una sufragista i escriptora georgiana, coneguda sobretot pel seu activisme pels drets de les dones. Fou cofundadora i impulsora des del 1909 la Societat de Dones del Caucas.

## Biografia
Va estudiar a Moscou i, en tornar, s'involucrà en el moviment de la Revolució russa de 1905, reclamant la participació de les dones en la vida cívica i política. Amb Kato Mikeladze fou una de les activistes sufragistes georgianes més destacades. El 1906 va conèixer Mariam Demuria i treballà com a mestra a l'escola dominical que aquesta va crear. També publicà cartes acadèmiques i traduccions en la revista Nakadui.
El 1908, juntament amb la Unió d'Igualtat de Dones de Geòrgia, se solidaritzà amb el Primer Congrés de dones a Rússia.
Amb altres 135 dones van fundar el 1909 la Societat de Dones del Caucas (CWS), que exigia el dret al vot de les dones i denunciava la situació de les que exercien la prostitució. També va fundar el Club de Dones Treballadores i en fou una de les principals impulsores. L'organització es reunia per a debatre afers d'igualtat de gènere a Geòrgia. En un text seu, Tkheshelashvili denuncia les dificultats de les dones per a parlar en aplecs polítics públics i la limitació de la seua participació política en les llistes dels candidats del partit. Els menxevics consideraven que no tenien «dones preparades».
Es feu coneguda en el judici públic titulat fals El judici de Kristina, que es representà en teatres públics.
En la seua biografia, publicada als anys 1990, se'n recupera la memòria i és esmentada com a escriptora i «figura de la cultura georgiana». Les seues idees feministes, però, van ser oblidades o els historiadors les van considerar secundàries.
El 1919 el partit comunista rus creà l'organització Genotdel, fundada per Aleksandra Kol·lontai, tot i que no s'hi incloïa la línia de considerar les dones subjecte polític i, sovint, segons algunes analistes, ignoraven les necessitats reals de les dones.